# Monrupino
Monrupino est une commune italienne située dans la région autonome du Frioul-Vénétie Julienne et rattachée à l'organisme de décentralisation régionale de Trieste.

## Administration
| Période                                  | Période | Identité | Étiquette | Qualité |
| ---------------------------------------- | ------- | -------- | --------- | ------- |
|                                          |         |          |           |         |
| Les données manquantes sont à compléter. |         |          |           |         |

### Hameaux
Fernetti-Fernetiči, Col, Repen

### Communes limitrophes
Sgonico, Trieste